# Claes Robert Charpentier
Claes Robert Charpentier, född 1706 på säteriet Hahkiala i Tavastland, Finland, död 1782, var en svensk friherre och generallöjtnant.

## Biografi
Claes Robert Charpentier var son till överstelöjtnant Robert Charpentier och hans hustru Gertrud Helena von Köhler. Han växte upp i Stockholm sedan modern, som blev änka 1710, och barnen tvingats fly från Hahkiala undan den ryska armé som trängt in i Finland.
Han inledde sin militära bana som lärstyrman vid Amiralitetet i Stockholm 1719, underlöjtnant vid artilleriet i Finland 1734, löjtnant vid artilleriet i Stockholm 1741, kapten 1747, major vid artilleribataljonen i Finland 1747, överstelöjtnant vid artilleribataljonen på Gotland 1758 samt överste och chef för hela det svenska artilleriet 1770. Han deltog i Hattarnas ryska krig 1741–1743 och i kriget mot Preussen, det Pommerska kriget, 1757–1762.
Charpentier var en av de höga officerare som aktivt understödde kung Gustav III vid dennes statsvälvning den 19 augusti 1772. Kungen visade sin tacksamhet genom att utnämna honom till Kommendör av Svärdsorden (KSO) och generalmajor samt upphöja honom i friherrligt stånd. Som ett särskilt privilegium fick han kungens tillstånd att i friherrevapnet föra Vasakärven. År 1778 blev han generallöjtnant. Han var ägare av säterierna Hahkiala, Kookala och Lövholm i Finland samt Kaggeholms slott på Ekerö, Färentuna härad.
Charpentier avled 1782 utan bröstarvingar och ätten utgick därmed på svärdssidan. Han hade två systersöner, kaptenen vid arméns flotta Robert Gustaf L’Eclaire och löjtnanten vid Österbottens regemente Carl Fredrik L’Eclaire, vilka var söner till ryttmästaren Collin Le Claire (L’Eclaire) och hans hustru Anna Elisabet Charpentier. Bröderna L’Eclaire adlades den 11 juli 1773 med namnet L’Eclaire och adopterades senare samma år av morbrorn och erhöll namnet Charpentier samt ättens nummer 765 på Riddarhuset där de introducerades 1777.